# Prądno
Prądno – kolonia wsi Krzynka w Polsce położona w województwie zachodniopomorskim, w powiecie myśliborskim, w gminie Barlinek.
W latach 1975–1998 kolonia administracyjnie należała do województwa gorzowskiego.